# Fußball-Club Gelsenkirchen-Schalke 04 1989-1990
Questa voce raccoglie le informazioni riguardanti il Fußball-Club Gelsenkirchen-Schalke 04 nelle competizioni ufficiali della stagione 1989-1990.

## Stagione
Nella stagione 1989-1990 il Schalke, allenato da Peter Neururer, concluse il campionato di 2. Bundesliga al 5º posto. In Coppa di Germania il Schalke fu eliminato al primo turno dall'Osnabrück.

## Rosa
| N. |                     | Ruolo | Calciatore       |
| -- | ------------------- | ----- | ---------------- |
| 6  | Germania (bandiera) | C     | Andreas Müller   |
|    | Germania (bandiera) | P     | Jens Lehmann     |
|    | Germania (bandiera) | P     | Werner Vollack   |
|    | Germania (bandiera) | D     | Thomas Gaßmann   |
|    | Germania (bandiera) | D     | Matthias Herget  |
|    | Polonia (bandiera)  | D     | Jarosław Kotas   |
|    | Germania (bandiera) | D     | Jörg Mielers     |
|    | Germania (bandiera) | D     | Michael Prus     |
|    | Germania (bandiera) | D     | Werner Ruthmann  |
|    | Germania (bandiera) | D     | Dietmar Schacht  |
|    | Germania (bandiera) | C     | Ingo Anderbrügge |
|    | Germania (bandiera) | C     | Rachid Belarbi   |

| N. |                     | Ruolo | Calciatore         |
| -- | ------------------- | ----- | ------------------ |
|    | Germania (bandiera) | C     | Siegmar Bieber     |
|    | Germania (bandiera) | C     | Egon Flad          |
|    | Germania (bandiera) | C     | Thomas Kortmann    |
|    | Germania (bandiera) | C     | Jürgen Luginger    |
|    | Germania (bandiera) | C     | Günter Schlipper   |
|    | Germania (bandiera) | C     | Andreas Wildoer    |
|    | Russia (bandiera)   | A     | Aleksandr Borodjuk |
|    | Germania (bandiera) | A     | Reiner Edelmann    |
|    | Ucraina (bandiera)  | A     | Vladimir Lyutiy    |
|    | Germania (bandiera) | A     | Carsten Marquardt  |
|    | Germania (bandiera) | A     | Peter Sendscheid   |

## Organigramma societario
Area tecnica
- Allenatore: Peter Neururer
- Allenatore in seconda:
- Preparatore dei portieri:
- Preparatori atletici:

## Calciomercato

### Sessione estiva
| Acquisti | Acquisti           | Acquisti             | Acquisti |
| R.       | Nome               | da                   | Modalità |
| -------- | ------------------ | -------------------- | -------- |
| A        | Vladimir Lyutiy    | Dnipro               |          |
| C        | Egon Flad          | St. Pauli            |          |
| A        | Aleksandr Borodjuk | Dinamo Mosca         |          |
| D        | Matthias Herget    | Uerdingen 05         |          |
| D        | Werner Ruthmann    | Schwarz-Weiß Essen   |          |
| D        | Dietmar Schacht    | Alemannia Aquisgrana |          |
| A        | Peter Sendscheid   | Alemannia Aquisgrana |          |

| Cessioni | Cessioni         | Cessioni            | Cessioni |
| R.       | Nome             | a                   | Modalità |
| -------- | ---------------- | ------------------- | -------- |
| C        | Bjarne Goldbæk   | Kaiserslautern      |          |
| C        | Christos Figas   | Kickers Offenbach   |          |
| A        | Uwe Igler        | Kickers Offenbach   |          |
| D        | Michael Klinkert | Borussia M'gladbach |          |
| C        | Carsten Marell   | Borussia M'gladbach |          |
| C        | Alex Nielsen     | Næstved             |          |
| A        | Uwe Wassmer      | Basilea             |          |
| D        | Michael Wollitz  | Paderborn           |          |

### Sessione invernale
| Acquisti | Acquisti | Acquisti | Acquisti |
| R.       | Nome     | da       | Modalità |
| -------- | -------- | -------- | -------- |

| Cessioni | Cessioni | Cessioni | Cessioni |
| R.       | Nome     | a        | Modalità |
| -------- | -------- | -------- | -------- |

## Risultati

### 2. Bundesliga

#### Girone di andata
| Essen 29 luglio 1989, ore 15:00 CEST 1ª giornata | Rot-Weiss Essen | 0 – 0 referto | Schalke 04 | Georg-Melches-Stadion (22 200 spett.)\| Arbitro: \| Werner \| |
| Arbitro:                                         | Werner          |               |            |                                                               |

| Arbitro: | Bruch |

|              |           |                                                 |
| Borodjuk 90’ | Marcatori | 19’, 78’, 81’ Buchheister 84’ Holze 86’ Naumann |

| Arbitro: | Schmidhuber |

|  |           |                                                         |
|  | Marcatori | 7’ Anderbrügge 17’ Sendscheid 85’ Marquardt 90’ Goldbæk |

| Arbitro: | Neuner |

|                 |           |                    |
| Anderbrügge 84’ | Marcatori | 19’ Hach 70’ Geyer |

| Arbitro: | Scheuerer |

|                                |           |                     |
| Tschiskale 20’ Banach 42’, 69’ | Marcatori | 78’ (rig.) Luginger |

| Arbitro: | Diekert |

|                               |           |  |
| Borodjuk 25’, 83’ Goldbæk 90’ | Marcatori |  |

| Arbitro: | Wiesel |

|                       |           |                             |
| Gries 17’ Greiser 55’ | Marcatori | 8’ Anderbrügge 70’ Borodjuk |

| Arbitro: | Birlenbach |

|  |           |           |
|  | Marcatori | 54’ Gäher |

| Arbitro: | Dellwing |

|                              |           |                     |
| Blättel 62’, 87’ Gutzler 84’ | Marcatori | 25’, 38’ Sendscheid |

| Arbitro: | Heitmann |

|                              |           |           |
| Sendscheid 79’ Schlipper 82’ | Marcatori | 63’ Wolff |

| Arbitro: | Theobald |

|                      |           |                                                  |
| Grillemeier 20’, 23’ | Marcatori | 14’ Anderbrügge 35’, 72’ Sendscheid 87’ Edelmann |

| Arbitro: | Schneider |

|                 |           |              |
| Anderbrügge 85’ | Marcatori | 43’ Notthoff |

| Arbitro: | Wittke |

|                       |           |                      |
| Dierßen 29’ Reich 70’ | Marcatori | 62’, 82’ Anderbrügge |

| Arbitro: | Fröhlich |

|                            |           |  |
| Schacht 47’ Sendscheid 48’ | Marcatori |  |

| Arbitro: | Schmidt |

|                                    |           |  |
| Schacht 36’ Anderbrügge 76’ (rig.) | Marcatori |  |

| Arbitro: | Kasper |

|                        |           |            |
| Müller 54’ Niklaus 63’ | Marcatori | 85’ Bieber |

| Arbitro: | Föckler |

|                         |           |  |
| Schacht 25’ Goldbæk 65’ | Marcatori |  |

| Arbitro: | Albrecht |

|  |           |                             |
|  | Marcatori | 7’, 47’ Borodjuk 75’ Lyutiy |

| Arbitro: | Eli |

|                                                       |           |             |
| Borodjuk 27’, 72’ (rig.) Sendscheid 36’ Schlipper 75’ | Marcatori | 78’ Wollitz |

#### Girone di ritorno
| Arbitro: | Matheis |

|             |           |  |
| Borodjuk 7’ | Marcatori |  |

| Arbitro: | Osmers |

|                                   |           |                          |
| Buchheister 36’ (rig.) Probst 75’ | Marcatori | 69’ Borodjuk 88’ Schacht |

| Arbitro: | Scheuerer |

|                                       |           |            |
| Sendscheid 23’ Schacht 48’ Müller 70’ | Marcatori | 10’ Krella |

| Arbitro: | Amerell |

|                      |           |  |
| Knoll 73’ Yeboah 85’ | Marcatori |  |

| Arbitro: | Neuner |

|           |           |            |
| Müller 6’ | Marcatori | 62’ Banach |

| Arbitro: | Bruch |

|               |           |             |
| Hupe 80’, 90’ | Marcatori | 64’ Schacht |

| Arbitro: | Schmidhuber |

|                                            |           |                |
| Schlipper 24’ Lyutiy 26’ Borodjuk 68’, 76’ | Marcatori | 85’ Kretschmer |

| Arbitro: | Schneider |

|                      |           |              |
| Gäher 51’ Fleige 68’ | Marcatori | 24’ Borodjuk |

| Arbitro: | Berg |

|                                  |           |  |
| Sendscheid 39’, 59’ Borodjuk 74’ | Marcatori |  |

| Arbitro: | Merk |

|               |           |              |
| Schneider 88’ | Marcatori | 50’ Luginger |

| Arbitro: | Harder |

|                                       |           |  |
| Sendscheid 39’ Anderbrügge 54’ (rig.) | Marcatori |  |

| Arbitro: | Mölm |

|           |           |                                                |
| Kober 67’ | Marcatori | 15’ Müller 45’ (rig.) Anderbrügge 89’ Borodjuk |

| Arbitro: | Kriegelstein |

|                |           |              |
| Sendscheid 23’ | Marcatori | 87’ Wójcicki |

| Arbitro: | Correll |

|                      |           |  |
| Raab 45’ Paavola 67’ | Marcatori |  |

| Arbitro: | Welz |

|                        |           |                                       |
| Thoben 29’ Vorholt 77’ | Marcatori | 83’ (rig.) Anderbrügge 90’ Sendscheid |

| Arbitro: | Feistner |

|                                        |           |                            |
| Sendscheid 35’ Borodjuk 79’ Müller 88’ | Marcatori | 45’ Stöhr 47’, 78’ Niklaus |

| Arbitro: | Eli |

|            |           |                |
| Deffke 53’ | Marcatori | 13’ Sendscheid |

| Arbitro: | Barnick |

|                                       |           |          |
| Sendscheid 31’ Anderbrügge 86’ (rig.) | Marcatori | 36’ Janz |

| Arbitro: | Strigel |

|                                |           |                |
| Gellrich 26’, 65’ Neidhart 73’ | Marcatori | 50’ Sendscheid |

### Coppa di Germania
| Arbitro: | Steinborn |

|                                    |           |             |
| Wollitz 88’ Schulz 100’ Glöde 120’ | Marcatori | 66’ Goldbæk |

## Statistiche

### Statistiche di squadra
| Competizione      | Punti | In casa | In casa | In casa | In casa | In casa | In casa | In trasferta | In trasferta | In trasferta | In trasferta | In trasferta | In trasferta | Totale | Totale | Totale | Totale | Totale | Totale | DR  |
| Competizione      | Punti | G       | V       | N       | P       | Gf      | Gs      | G            | V            | N            | P            | Gf           | Gs           | G      | V      | N      | P      | Gf     | Gs     | DR  |
| ----------------- | ----- | ------- | ------- | ------- | ------- | ------- | ------- | ------------ | ------------ | ------------ | ------------ | ------------ | ------------ | ------ | ------ | ------ | ------ | ------ | ------ | --- |
| 2. Bundesliga     | 43    | 19      | 12      | 4       | 3       | 38      | 19      | 19           | 4            | 7            | 8            | 31           | 32           | 38     | 16     | 11     | 11     | 69     | 51     | +18 |
| Coppa di Germania | -     | 0       | 0       | 0       | 0       | 0       | 0       | 1            | 0            | 0            | 1            | 1            | 3            | 1      | 0      | 0      | 1      | 1      | 3      | -2  |
| Totale            | 43    | 19      | 12      | 4       | 3       | 38      | 19      | 20           | 4            | 7            | 9            | 32           | 35           | 39     | 16     | 11     | 12     | 70     | 54     | +16 |

### Andamento in campionato
| Giornata  | 1  | 2  | 3 | 4  | 5  | 6  | 7 | 8  | 9  | 10 | 11 | 12 | 13 | 14 | 15 | 16 | 17 | 18 | 19 | 20 | 21 | 22 | 23 | 24 | 25 | 26 | 27 | 28 | 29 | 30 | 31 | 32 | 33 | 34 | 35 | 36 | 37 | 38 |
| --------- | -- | -- | - | -- | -- | -- | - | -- | -- | -- | -- | -- | -- | -- | -- | -- | -- | -- | -- | -- | -- | -- | -- | -- | -- | -- | -- | -- | -- | -- | -- | -- | -- | -- | -- | -- | -- | -- |
| Luogo     | T  | C  | T | C  | T  | C  | T | C  | T  | C  | T  | C  | T  | C  | C  | T  | C  | T  | C  | C  | T  | C  | T  | C  | T  | C  | T  | C  | T  | C  | T  | C  | T  | T  | C  | T  | C  | T  |
| Risultato | N  | P  | V | P  | P  | V  | N | P  | P  | V  | V  | N  | N  | V  | V  | P  | V  | V  | V  | V  | N  | V  | P  | N  | P  | V  | P  | V  | N  | V  | V  | N  | P  | N  | N  | N  | V  | P  |
| Posizione | 12 | 17 | 7 | 12 | 15 | 10 | 9 | 13 | 14 | 12 | 10 | 10 | 11 | 8  | 7  | 8  | 7  | 6  | 6  | 6  | 6  | 4  | 6  | 6  | 5  | 5  | 6  | 5  | 5  | 5  | 5  | 5  | 5  | 5  | 5  | 5  | 5  | 5  |

Legenda:

Luogo: C = Casa; T = Trasferta. Risultato: V = Vittoria; N = Pareggio; P = Sconfitta.

### Statistiche dei giocatori
| Giocatore      | 2. Bundesliga | 2. Bundesliga | 2. Bundesliga | 2. Bundesliga | Coppa di Germania | Coppa di Germania | Coppa di Germania | Coppa di Germania | Totale   | Totale | Totale      | Totale     |
| Giocatore      | Presenze      | Reti          | Ammonizioni   | Espulsioni    | Presenze          | Reti              | Ammonizioni       | Espulsioni        | Presenze | Reti   | Ammonizioni | Espulsioni |
| -------------- | ------------- | ------------- | ------------- | ------------- | ----------------- | ----------------- | ----------------- | ----------------- | -------- | ------ | ----------- | ---------- |
| I. Anderbrügge | 35            | 12            | 4             | 0             | 1                 | 0                 | 0                 | 0                 | 36       | 12     | 4           | 0          |
| R. Belarbi     | 19            | 0             | 2             | 0             | 1                 | 0                 | 0                 | 0                 | 20       | 0      | 2           | 0          |
| S. Bieber      | 8             | 1             | 1             | 0             | 0                 | 0                 | 0                 | 0                 | 8        | 1      | 1           | 0          |
| A. Borodjuk    | 30            | 16            | 3             | 0             | 0                 | 0                 | 0                 | 0                 | 30       | 16     | 3           | 0          |
| R. Edelmann    | 28            | 1             | 1             | 0             | 1                 | 0                 | 0                 | 0                 | 29       | 1      | 1           | 0          |
| E. Flad        | 16            | 0             | 6             | 1             | 0                 | 0                 | 0                 | 0                 | 16       | 0      | 6           | 1          |
| T. Gaßmann     | 0             | 0             | 0             | 0             | 0                 | 0                 | 0                 | 0                 | 0        | 0      | 0           | 0          |
| B. Goldbæk     | 19            | 3             | 2             | 0             | 1                 | 1                 | 0                 | 0                 | 20       | 4      | 2           | 0          |
| M. Herget      | 19            | 0             | 4             | 0             | 1                 | 0                 | 0                 | 0                 | 20       | 0      | 4           | 0          |
| T. Kortmann    | 3             | 0             | 0             | 0             | 0                 | 0                 | 0                 | 0                 | 3        | 0      | 0           | 0          |
| J. Kotas       | 20            | 0             | 4             | 0             | 1                 | 0                 | 1                 | 0                 | 21       | 0      | 5           | 0          |
| J. Lehmann     | 27            | 0             | 4             | 0             | 0                 | 0                 | 0                 | 0                 | 27       | 0      | 4           | 0          |
| J. Luginger    | 36            | 2             | 8             | 0             | 1                 | 0                 | 0                 | 0                 | 37       | 2      | 8           | 0          |
| V. Lyutiy      | 21            | 2             | 3             | 0             | 0                 | 0                 | 0                 | 0                 | 21       | 2      | 3           | 0          |
| C. Marquardt   | 12            | 1             | 1             | 0             | 1                 | 0                 | 0                 | 0                 | 13       | 1      | 1           | 0          |
| J. Mielers     | 8             | 0             | 1             | 0             | 0                 | 0                 | 0                 | 0                 | 8        | 0      | 1           | 0          |
| A. Müller      | 24            | 4             | 4             | 0             | 0                 | 0                 | 0                 | 0                 | 24       | 4      | 4           | 0          |
| M. Prus        | 36            | 0             | 2             | 0             | 1                 | 0                 | 0                 | 0                 | 37       | 0      | 2           | 0          |
| W. Ruthmann    | 4             | 0             | 0             | 0             | 1                 | 0                 | 0                 | 0                 | 5        | 0      | 0           | 0          |
| D. Schacht     | 32            | 6             | 7             | 0             | 0                 | 0                 | 0                 | 0                 | 32       | 6      | 7           | 0          |
| G. Schlipper   | 29            | 3             | 2             | 1             | 1                 | 0                 | 0                 | 0                 | 30       | 3      | 2           | 1          |
| P. Sendscheid  | 38            | 18            | 0             | 0             | 1                 | 0                 | 0                 | 0                 | 39       | 18     | 0           | 0          |
| W. Vollack     | 11            | 0             | 0             | 0             | 1                 | 0                 | 0                 | 0                 | 12       | 0      | 0           | 0          |
| A. Wildoer     | 1             | 0             | 0             | 0             | 0                 | 0                 | 0                 | 0                 | 1        | 0      | 0           | 0          |